# Marie Řihošková
Marie Řihošková es una deportista checa que compitió en piragüismo en la modalidad de eslalon.
Ganó tres medallas en el Campeonato Mundial de Piragüismo en Eslalon entre los años 2002 y 2010, y cuatro medallas en el Campeonato Europeo de Piragüismo en Eslalon entre los años 2002 y 2008.

## Palmarés internacional
| Campeonato Mundial | Campeonato Mundial               | Campeonato Mundial | Campeonato Mundial |
| Año                | Lugar                            | Medalla            | Competición        |
| ------------------ | -------------------------------- | ------------------ | ------------------ |
| 2002               | Bourg-Saint-Maurice (Francia)    | Medalla de plata   | K1 por equipos     |
| 2006               | Praga (República Checa)          | Medalla de plata   | K1 por equipos     |
| 2010               | Liubliana (Eslovenia)            | Medalla de oro     | K1 por equipos     |
| Campeonato Europeo |                                  |                    |                    |
| Año                | Lugar                            | Medalla            | Competición        |
| 2002               | Bratislava (Eslovaquia)          | Medalla de oro     | K1 por equipos     |
| 2004               | Skopie (Macedonia)               | Medalla de oro     | K1 por equipos     |
| 2006               | L'Argentière-la-Bessée (Francia) | Medalla de plata   | K1 por equipos     |
| 2008               | Cracovia (Polonia)               | Medalla de plata   | K1 individual      |